# Gepidski jezik
Gepidski jezik (kod: 1el; privatna upotreba), izumrli indoeuropski jezik uže istočnogermanske skupine, koji se govorio između 260. i 600. iza Krista na području rimske provincije Panonije i području poznatom kao Transilvanija. Govornici Gepidi spominje se prvi puta 260. godine kada se priključuju Gotima u invaziji na Daciju.
Ostali srodnici su mu vandalski, burgundski i gotski, svi izumrli.